# Es Galatzó - s'Esclop
Es Galatzó - s'Esclop este o arie protejată (arie specială de conservare — SAC, sit de importanță comunitară — SCI) din Spania întinsă pe o suprafață de 1.423,25 ha, integral pe uscat.

## Localizare
Centrul sitului Es Galatzó - s'Esclop este situat la coordonatele 39°38′09″N 2°29′23″E / 39.6359°N 2.4896°E.

## Înființare
Situl Es Galatzó - s'Esclop a fost declarat sit de importanță comunitară în iulie 2000 pentru a proteja 1 specie de plante și 6 specii de animale. Situl a fost protejat și ca arie specială de conservare în mai 2015.

## Biodiversitate
Situată în ecoregiunea mediteraneană, aria protejată conține 8 habitate naturale: Tufărișuri termo-mediteraneene și de pre-deșert, Pseudostepă cu ierburi și specii anuale de Thero-Brachypodietea, Lande oro-mediteraneene cu formațiuni endemice de grozamă, Păduri de Quercus ilex și Quercus rotundifolia, Pante stâncoase calcaroase cu vegetație casmofită, Păduri de Olea și Ceratonia, Formațiuni stabile xerotermofile de Buxus sempervirens pe pante stâncoase (Berberidion p.p.), Pante stâncoase silicioase cu vegetație casmofită.
La baza desemnării sitului se află mai multe specii protejate:
- plante (1): Paeonia cambessedesii
- păsări (4): fâsă-de-câmp (Anthus campestris), șoim călător (Falco peregrinus), Hieraaetus fasciatus, acvilă pitică (Hieraaetus pennatus)
- mamifere (1): liliac comun (Myotis myotis)
- nevertebrate (1): croitorul mare al stejarului (Cerambyx cerdo)